# Schloss Nörvenich

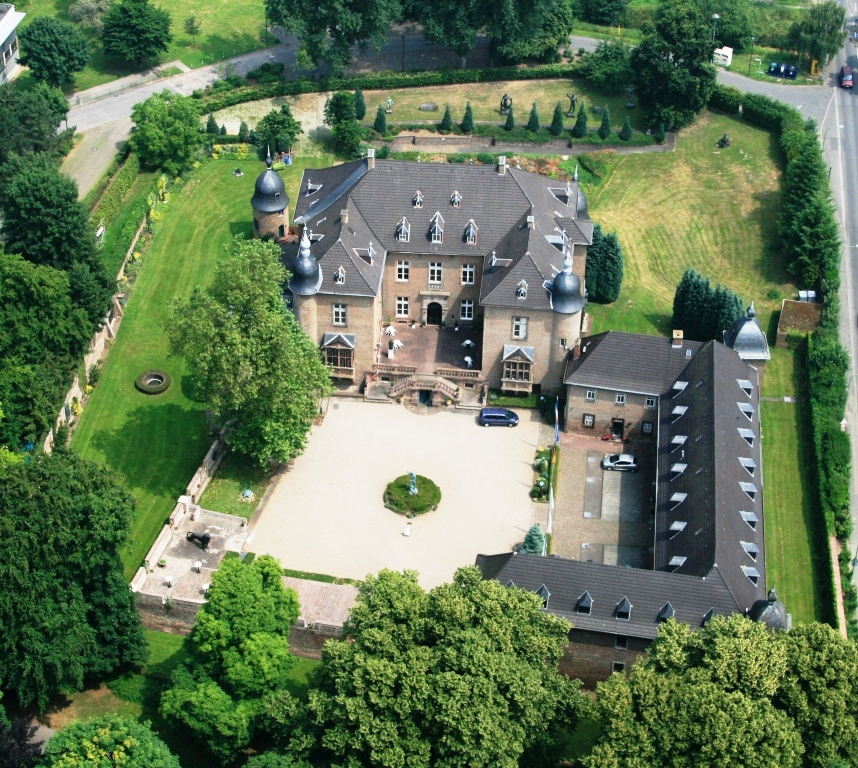
Luftbild der Anlage

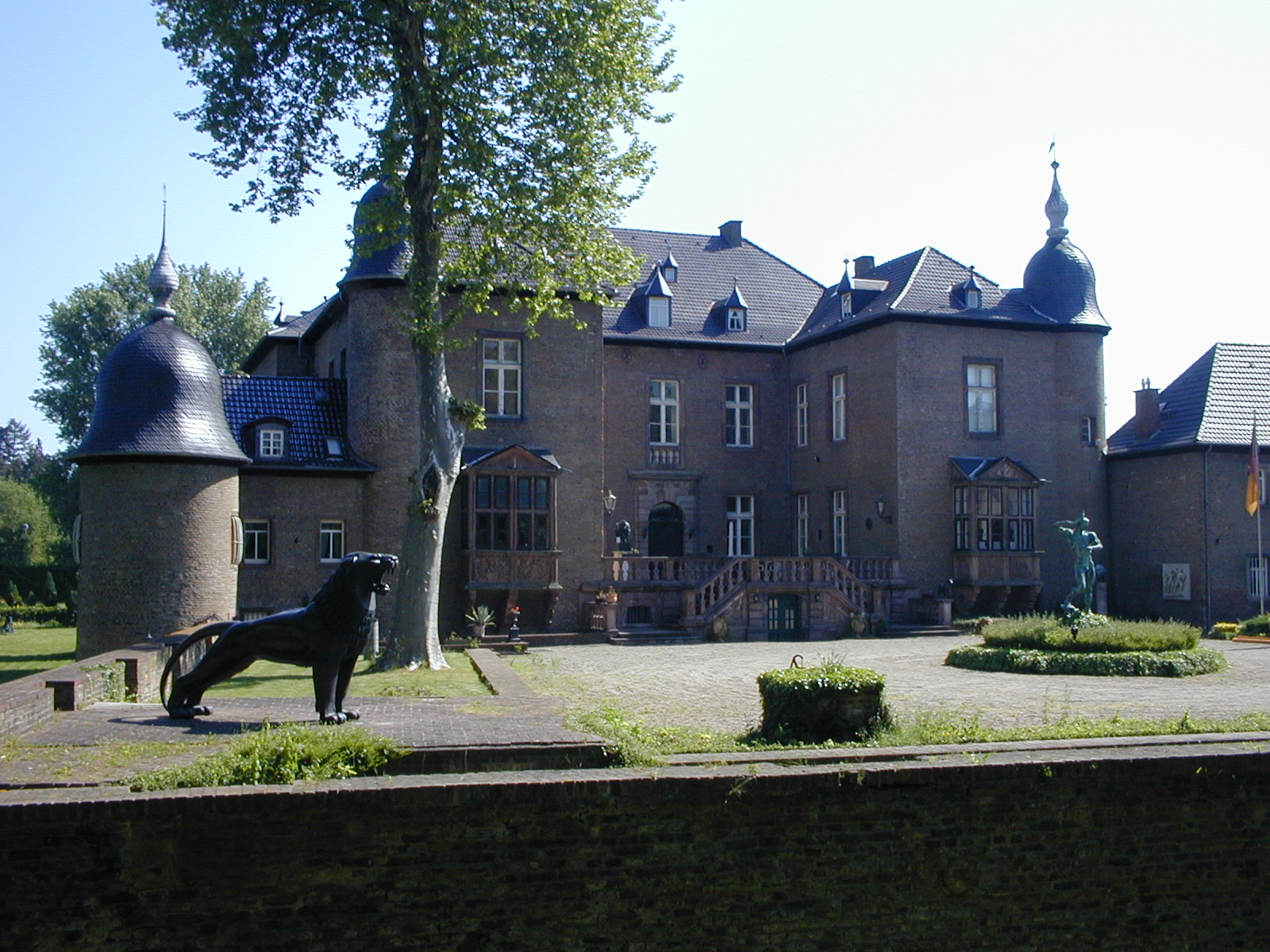
Frontansicht des Herrenhauses

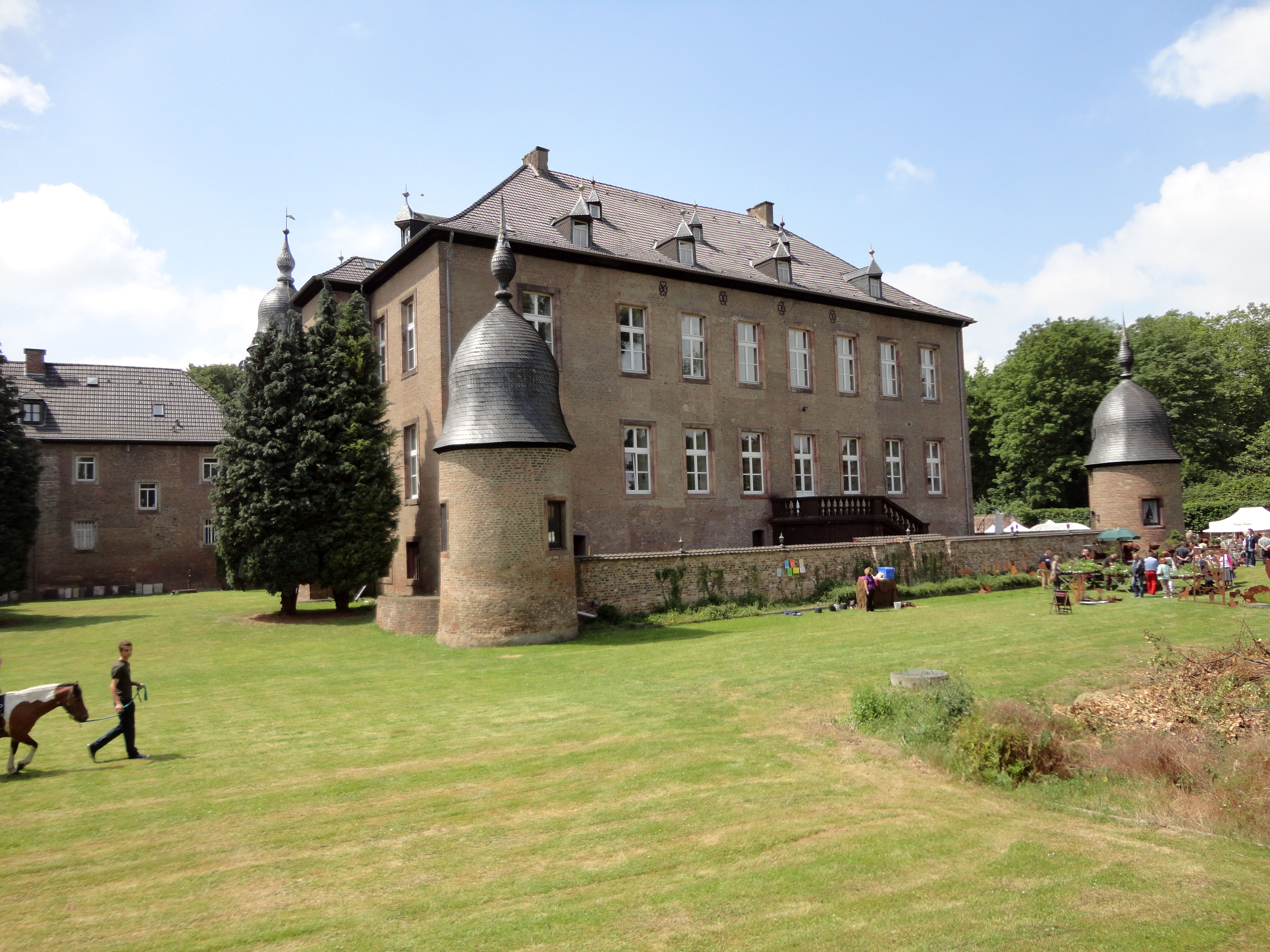
Rückseite des Herrenhauses (2014)

Schloss Nörvenich, früher Gymnicher Burg genannt, liegt in Nörvenich, Kreis Düren, Nordrhein-Westfalen. Um 1400 erbaute der Amtmann Wilhelm von Vlatten den wehrhaften Palas der wasserumwehrten Gymnicher Burg am Ortsrand von Nörvenich. Durch verschiedene An- und Umbauten sowie Turm- und Gebäudeabriss im Bereich der Vorburg am Anfang des 20. Jahrhunderts erhielt das Bauwerk sein heutiges Aussehen.

## Entstehung und frühe Bauphase
Ausgrabungen des Bonner Landesmuseums von 1982 ergaben bisher, dass am heutigen Standort eine kleinere, abgebrochene Burg aus der Mitte des 14. Jahrhunderts gestanden hat. Aus einer Pfostengrube wurde hochmittelalterliche Pingsdorfer Keramik geborgen. Im Palaskeller wurden zwei Brunnenfüllungen ausgenommen.
Die Besiedlung der Region hatte schon vor tausenden Jahren begonnen. In vorchristlicher Zeit gehörten Kelten und Germanen zu den Stämmen, die das Gebiet durchzogen und bevölkerten, gefolgt von Römern.
Die bei der Grabung 1982 entdeckte rechteckige Burg mit vier runden Erkertürmen war etwa 11 mal 25 Meter groß und hatte einen nördlich vorgelagerten Zwinger. Werner von Vlatten, als Amtmann von Nörvenich zwischen 1366 und 1394 genannt, dürfte sie bewohnt haben. 1403 war sein Sohn Wilhelm nach einer Teilung Besitzer der Burg; ob dies noch das ursprüngliche Bauwerk oder bereits der Neubau war, ist noch nicht geklärt. Wilhelms Bruder Werner erhielt bei der Erbteilung einen Hof, aus dem sich zwei Jahrhunderte später die Harff’sche Burg entwickelte.
Das ältere 11 mal 25 Meter große Burghaus muss um die Wende des 14. zum 15. Jahrhunderts bis auf die Grundmauern abgebrochen worden sein. Auf den Fundamenten wurde dann der um 7 Meter längere Palas mit entsprechend vergrößerter Zwingeranlage erbaut. Das zweigeschossige Herrenhaus, seit dem 18. Jahrhundert dreiflügelig, steht über einem hohen Kellergeschoss, das Ziegelsteinmauerwerk ist teilweise bis zu 1,50 Meter stark. Es hat schwere mit Ziegeln gedeckte Walmdächer und beschieferte Gauben und Turmhauben. Im 15. Jahrhundert fiel der Besitz durch Heirat an Konrad Scheiffart von Merode-Bornheim. Wilhelm Scheiffart von Merode und seine Frau Agnes von Bylandt vergrößerten das Haus in der Mitte des 16. Jahrhunderts um den Westflügel. Ein auf Konsolen verkragender Erker, dessen Brüstungen die Wappen Merode und Bylandt und seitlich gotisches Mauerwerk tragen, ist teils noch gotisch und gehört schon dem Renaissanceteil an. Am Ende des 16. Jahrhunderts fiel die Burg durch Heirat an den Freiherrn Johann Otto von Gymnich, in dessen Familie sie bis ins 19. Jahrhundert hinein verblieb und die ihr den im Volksmund gebräuchlichen Namen gegeben hat.

## Besitzverhältnisse
| Jahr           | Besitzer |
| -------------- | --- |
| 1323           | Johann von Merode-Vlatten, verheiratet mit Frau von Kendenich                                                                          |
| 1350           | Sohn: Werner von Vlatten, Amtmann von Nörvenich (1366–1394), verheiratet mit Aleid von Modesheim (Müddersheim)                         |
| 1366           | Ritter Werner Scheiffart von Merode-Vlatten, († 1416), Amtmann von Nörvenich, verheiratet mit Frau von Dersdorf                        |
| 1397           | Wilhelm Scheiffart von Merode-Vlatten, († 1510), verheiratet mit Hermanna von Wachtendonk † 1480                                       |
| um 1400        | Tochter: Lieburg (Yburg) von Vlatten, Erbin von Nörvenich († 1483), verheiratet mit Heinrich Scheiffart von Merode                     |
| 1419           | Wilhelm von Vlatten-Merode erhält die Gymnicher Burg in Nörvenich                                                                      |
| 1483           | Friedrich Scheiffart von Merode-Vlatten († 1457), verheiratet mit Margareta von Hamale († 1484)                                        |
| 1484           | Gerhard Scheiffart von Merode-Bornheim († 1500), verheiratet mit Elisabeth Beissel von Gymnich († 1522)                                |
| 1500           | Reiner Scheiffart von Merode-Bornheim (1465–1508), verheiratet mit Katharina von Flodrop (1474–1552)                                   |
| 1508           | Ulrich Scheiffart von Merode-Nörvenich (1500–1550), verheiratet mit Ursula von Hompesch                                                |
| 1543           | Wilhelm Scheiffard von Merode-Nörvenich (1526–1586), verheiratet mit Agnes von Bylandt (1527–1593)                                     |
| 1586           | Johann von Gymnich († 1623), verheiratet mit Katharina Scheiffart von Merode († 1644)                                                  |
| 1623           | Johan Otto von Gymnich, verheiratet mit Amalia Kratz von Scharfenstein. Burg Gymnich bleibt bis zum 19. Jahrhundert im Familienbesitz. |
| 1735           | Carl Caspar Wilhelm von Gymnich |
| 1739           | Vetter: Karl Otto Ludwig Theodat von und zu Gymnich (Bau des Südflügels)                                                               |
| 1825           | Graf Max von Wolff-Metternich in Gymnich (Gymnicher Burg genannt)                                                                      |
| 1830           | Vicomt de Maistre zu Gymnich, verheiratet mit Wilhelmine Gräfin Wolff-Metternich                                                       |
| 1840           | Graf Maximilian von Wolff-Metternich zu Gymnich                                                                                        |
| 1904           | Leopold Peill, Dürener Fabrikant |
| 1935           | Dr. Culemann, Düsseldorfer Rechtsanwalt                                                                                                |
| Ende 1944/1945 | Not-Lazarett der Deutschen Wehrmacht, (Schlacht im Hürtgenwald)                                                                        |
| 1955           | Josef Rolfes, Gutsbesitzer auf Gut Müllenark, Schophoven                                                                               |
| 1980           | John Gilbert und Marco John Bodenstein sowie Europäische Kulturstiftung e. V. (Umbenennung in Schloss Nörvenich)                       |

## Der Bau des Südflügels
Mit dem Domherrn zu Mainz und Archidiakon zu Trier, dem Freiherrn Karl Kaspar Wilhelm von Gymnich, starben die direkten Nachkommen des Johann Otto von Gymnich im Jahre 1739 aus. Er vererbte seinen Nörvenicher Besitz an seinen Vetter Karl Otto Ludwig Theodat von und zu Gymnich, der Vizepräsident des Hofrates bei Kurfürst Clemens August und Erster Staatsminister unter seinem Nachfolger war.

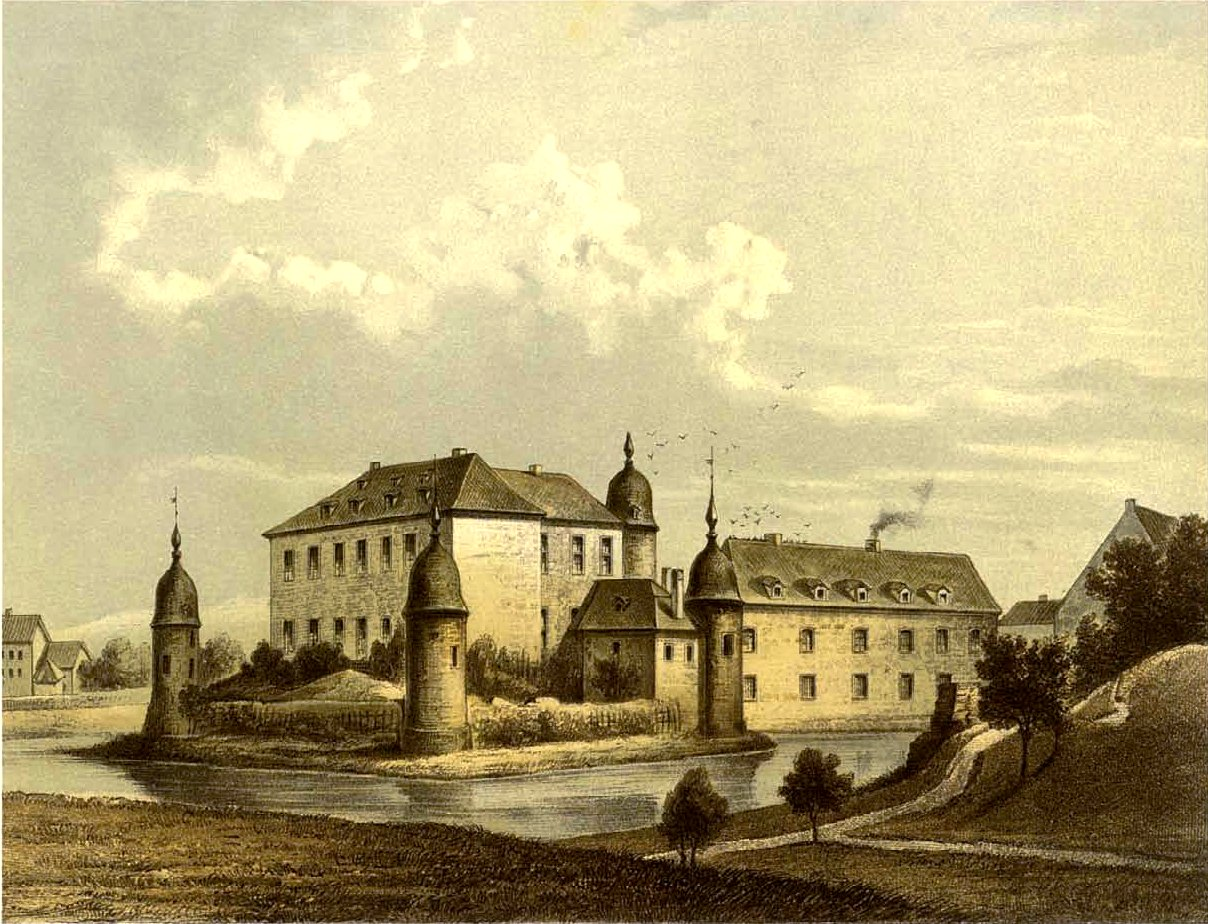
Schloss Nörvenich um 1860, Sammlung Alexander Duncker

Durch den Mainzer Domherrn erhielt die Anlage den Südflügel, die großzügige, zweiläufige Freitreppe mit einer Terrasse (Ehrenhof) und eine Vorburg, deren Westteil 1902 abgebrochen wurde. Damals wurden die Wassergräben zugeschüttet. Um dem neuen südlichen Wohnflügel das symmetrische Aussehen entsprechend dem Geschmack der Zeit zu geben, erhielt auch er einen Erker, der dem am Westflügel nachempfunden, in seiner stilistischen und handwerklichen Ausführung aber kaum gleichwertig ist. In der Brüstung trägt er das Wappen des Erbauers mit den gekerbten Gymnicher Kreuz, sein Monogramm und die Jahreszahl „1732“. Beide Seitenflügel haben hohe, schlanke, runde Ecktürme mit geschweiften, beschieferten Hauben und Balusterspitzen, wie sie auch die beiden kleinen, nördlich gelegenen Türme der Zwingeranlage und der westliche kleine Turm tragen, der durch einen niedrigen Verbindungsbau an den Westflügel angebaut ist. Dieser kleine westliche Turm dürfte zur abgebrochenen Zwingeranlage gehört haben, welche die Burg vermutlich allseitig schützte. Der dazugehörige vierte Turm muss im 18. Jahrhundert durch die Errichtung des Südflügels überbaut worden sein.
Die Vorburg diente bis zum Abbruch der Westanlage mit Scheunen, Ställen und Nebenräumen landwirtschaftlichen Zwecken. Der erhaltene Südflügel hat heute noch zwei fast quadratische Ecktürme mit geschweiften Hauben, die der abgebrochene Vorburgflügel nicht hatte.
Im 19. Jahrhundert fiel das Anwesen den Grafen Wolff-Metternich in Gymnich zu. Sie nannten den neuen Besitz „Gymnicher Burg“, um ihn von ihrem Stammschloss im nahe gelegenen Ort Gymnich besser zu unterscheiden.

## Hauptverbandsplatz
Eine bei der Schlacht im Hürtgenwald kämpfende Deutsche-Wehrmacht-Einheit richtete in der Burg (heute Schloss Nörvenich) einen Hauptverbandplatz (HVP) ein. Hier erhielten die an der Front verwundeten Soldaten eine ärztliche Versorgung, nachdem sie an der Front von Kompaniesanitätern Erste Hilfe erhalten hatten. Viele Schwerstverletzte waren nicht transportfähig. Sie wurden im HVP von Sanitätern betreut, unterstützt von Mädchen aus dem Dorf. Die Dächer der Burg waren mit großen Rote-Kreuz-Zeichen versehen, um feindliche Flugzeuge vom Beschießen abzuhalten.
Im Burgpark, etwa im Gelände der heutigen Grundschule, wurde ein Friedhof angelegt. Hier wurden die im HVP verstorbenen und die von der Front zurückgebrachten gefallenen deutschen Soldaten beerdigt. Eine erste Bestattung ist am 11. November 1944 erfolgt, wie die vom HVP erstellte Gräberliste ausweist. Vom 11. November 1944 bis zur Rückverlegung des Verbandplatzes am 25. Februar 1945 wurden hier 221 Tote bestattet, darunter waren acht 19-jährige, sechsundzwanzig 18-jährige und vierzehn 17-jährige Soldaten. Noch am 22. Februar wurde der in der Gräberliste als „Fronthelfer“ eingetragene 16 Jahre und 3 Monate alte Karl-Heinz Schneider auf dem Friedhof im Burgpark beigesetzt.
Solange die Holzvorräte reichten, wurden in den beiden Stellmacherwerkstätten im Dorf Särge und Holzkreuze hergestellt.
Am 25. Februar 1945 musste der Hauptverbandplatz wegen der herannahenden Front zurückverlegt werden. Die Gräber wurden von Dorfbewohnern, später von der Gemeinde, gepflegt. Im September 1950 wurden die Gebeine der Gefallenen vom Volksbund Deutsche Kriegsgräberfürsorge auf den Ehrenfriedhof in Hürtgen umgebettet.

## Entwicklung ab 1950
Etwa 1950 ist der größere Teil des Daches der Vorburg mit der Geschossdecke eingestürzt. Im Rahmen der Renovierung und Nutzbarmachung der Gesamtanlage ist eine Erneuerung erfolgt. Im Inneren haben eine Anzahl von Räumen reichgestaltete Stuckdecken im Régencestil nach der Art der Schlösser Brühl und Gymnich. Sie tragen Blütenranken, allegorische Figuren, besonders aber wappentragende, federballspielende Putten. Der eine Mitra balancierende Putto in einem Zimmer des Obergeschosses soll wohl auf den Mainzer Dombauherrn und Trierer Archidiakon hinweisen, der zu Beginn des 18. Jahrhunderts die großen Baumaßnahmen vornahm. Da sein Erbe aufgrund seiner herausragenden Stellung die besseren Beziehungen zum kurfürstlichen Hof hatte, wird er wohl die Gelegenheit wahrgenommen haben, italienische Stuckateure von Brühl zu seinen Häusern in Nörvenich und Gymnich zu entsenden.
Kurz vor dem Zweiten Weltkrieg ging die Anlage in nichtadligen Besitz über. Seit dieser Zeit hat es mehrfach den Eigentümer gewechselt. In dem Schloss lebte und arbeitete von 1963 bis 1971 der Bildhauer Ulrich Rückriem. Die Rockgruppe Can hatte hier 1968 bis 1971 ihr Tonstudio eingerichtet. Hier entstanden die Langspielplatten Monster Movie (am 25. Juli 1969), Can Soundtracks (aufgenommen November 1969 bis August 1970) und Tago Mago (November 1970 bis Februar 1971).

## Umbenennung in Schloss Nörvenich und heutige Nutzung
Seit 1980 gehört das Anwesen der Familie Bodenstein, die es seit 1981 Bodenstein Schloss Nörvenich nennt. Die Anregung dazu kam von Oberkreisdirektor Josef Hüttemann (1981–1997), der bei einem Festakt im Rittersaal mit Würdigung der privaten Erhaltungsmaßnahmen anregte, man könne das Baudenkmal nun „Schloss Bodenstein“ nennen.
Joe F. Bodenstein war Parlamentskorrespondent in Bonn und Berlin und erhielt 1998 das Bundesverdienstkreuz von Bundespräsident Roman Herzog. Er war lange Jahre der Kunsthändler von Arno Breker in Paris/New York. 1985 eröffnete er im Schloss ein später in Museum Europäischer Kunst umbenanntes Arno-Breker-Privatmuseum, das im Wesentlichen den Arbeiten Arno Brekers und seiner Künstlerfreunde Salvador Dalí und Ernst Fuchs gewidmet ist.

## Standesamt und Feste
Seit 2005 können während der Sommermonate im „Fürstensaal“ des Schlosses standesamtliche Trauungen der Gemeinde Nörvenich vorgenommen werden.
Der historische Rittersaal des Schlosses bietet das Ambiente für festliche Hochzeitsgellschaften, Firmenfeste, private Jubiläen, Empfänge und Konzerte für bis zu 160 Personen. Das Baudenkmal mit repräsentativem Schlosshof und dem angrenzenden Schlosspark der Gemeinde Nörvenich ist eine beliebte Filmkulisse.
Das Schloss wurde am 22. März 1985 in die Denkmalliste der Gemeinde Nörvenich unter Nr. 52 eingetragen. 1989 erfolgte die Verleihung der NRW-Denkmalplakette durch Ministerpräsident Johannes Rau in Anerkennung der privaten Aufbauleistungen „zur Bewahrung des kulturellen Erbes in Nordrhein-Westfalen“.

## Baudenkmal und Kunst
Das Baudenkmal Schloss Nörvenich war seit dem 19. Jahrhundert wiederholt Gegenstand der bildenden Kunst. Dazu gehören laut Archiv-Bestandsliste Abbildungen von Schloss und Landschaft unter anderen von folgenden Künstlern: Alexander Duncker (Sammler und Verleger von Lithografien, Berlin) 1890, Ernst Ohst, Rudolf Liefke (Düren), Jean Schmitz (Düren) 1985, Karl Herzog (Stuttgart) 1986, Paul Seimetz 1987, Siegfried Lunau (Düsseldorf) 1990, Birgit Sewekow, 2005, Lajos Tar (Ungarn), 2018.
Im nordwestlichen Gebäudeteil befindet sich die Schlosskapelle mit dem Deckengemälde „Mariä Himmelfahrt“ von Johann Chrysanth Bollenrath aus dem Jahr 1729.

## Benefiz-Veranstaltungen
Die kulturelle Nutzung des Baudenkmals ab 1980 eröffnete die Möglichkeit zu überregionalen Benefiz-Veranstaltungen. Dazu gehören: 1991 lud Barbara Genscher als Frau des Bundesaußenministers und Schirmherrin der Deutschen Herzstiftung e. V. mit dem NRW-Kunstkreis zu einem Mozartkonzert auf das Schloss ein, zu dem Gäste aus allen Bundesländern kamen. Jahre vorher war bereits die erste Benefiz-Veranstaltung mit First-Lady Mildred Scheel, von der die Deutsche Krebshilfe gegründet worden war. Als weitere Politiker-Ehefrau kam unter anderen Hannelore Kohl zu Veranstaltungen, der die Gründung der ZNS Hannelore Kohl-Stiftung für hirnverletzte Unfallopfer mit Schädel-Hirn-Trauma zu verdanken ist.

## Filmografie
Das kulturelle und öffentliche Leben mit Musems-Ausstellungen und Konzerten auf Schloss Nörvenich wird häufig in Filmen und Reportagen festgehalten, um kommende Generationen über Ereignisse im Baudenkmal zu informieren. Die Film- und Video-Produktionen werden im Museums-Archiv registriert. Dazu gehören u. a. folgende Filmdokumente:
- 2017 Musica Humana Lajos Tar im Schloss Nörvenich; (DVD) Filmautorin Koka Wirtz (nrwision.de)
- Skulpturen und Musik (DVD) von Marco J. Bodenstein.
- Schloss Nörvenich in den vier Jahreszeiten von Josef Porschen.
- Rosenfest auf Schloss Nörvenich, Film von Kinga Borowska und Patrick Bodenstein.
- 2020 Fakten und Geschichten um Schloss Nörvenich, dokumentiert von Klaus Wirtz / Heimat- und Geschichtsverein Nörvenich